# Caradrina hypocnephas
Caradrina hypocnephas là một loài bướm đêm trong họ Noctuidae.